# カラスガレイ
カラスガレイ（烏鰈、学名:Reinhardtius hippoglossoides）は、カレイ科カレイ亜科の海水魚で、本種が属するカラスガレイ属は本種一種のみの単型属である。底生魚で、水深約200 and 1,600 m (700 and 5,200 ft) の、北部大西洋および北部太平洋に棲息する。
カラスガレイの左目は成長と共に頭部右側に移動するが、カレイのように泳ぐだけではないことから前方への視界もあり、表面は斑点の見られる褐色だが、左側はやや色が薄いものの白色ではない。底曳網漁で商業的な漁獲が行われているが、グリーンピースによると持続的な漁獲が困難な種として自身がまとめた魚介類レッドリストに記載している。

## 概要

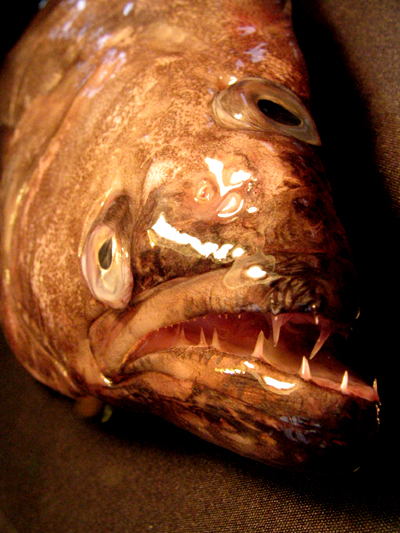
本種の特徴的な頭部 (マドレーヌ諸島 2006)

形態学面ではソウハチガレイのように左目の位置が背側正中線上にあり、サイクロプスのようである。この中心に位置する左目は、他の目の位置が完全に移動しているヒラメやカレイなどと比べ、広い範囲の視界を有していると思われる。体形は細長く背側から腹側に向けて潰されたようであり、筋肉は両面とも同様に発達している。両面に色素があり、裏面にあたる左側は表面に比べて色が若干薄い。
その外観から他の魚種同様に身体を立てて泳ぐ可能性が示唆されるが、タグ付けを行った実験では確認されたものの、底曳網前面に付けたカメラで撮影したビデオ分析ではその兆候はなかった。胃の内容物の分析によると、捕食したのは中深層から漸深層の生物であった。

## 分布
棲息域が200から1600mにかけての深海魚で、最大深度 2,200 m (7,200 ft) まで分布する。水温-1から4 °Cの海域を好むが、零下2.1 ℃の水域でも見られる。また、北半球一帯に分布しており、北大西洋と北太平洋の双方に棲息する。

## 利用
商業的価値の高い普通種として漁獲され、流通しているが、2010年にグリーンピースがまとめている魚介類レッドリストにカラスガレイを追加している。「グリーンピース国際食用魚介類レッドリストは記載された魚類は世界各地のスーパーマーケット等で一般的に販売されている魚種のうち、漁獲資源枯渇の可能性が非常に高い物を記載している。」としている。